# 中國武術流派
中国武术類型與流派繁多，可以按地域、传承与起源、技巧（套路）特点等方式进行分类与命名，而同一類型武術中的有不同發展的分支則為流派。早期多把武术分为南、北两派，或者分为内、外两家，内家以太极、形意、八卦三门为代表，外家统称少林，分南北两大流派。流派與門派不同，流派是由武術本身區分，不一定是固定的人事組織，門派則是傳承特定武術流派的人事組織。

## 古老拳術（明朝或以前）
- 洪拳
- 長拳
- 炮拳
- 华拳
- 十八金剛拳
- 梅花拳
- 羅漢拳
- 內家拳
- 綿拳
- 呂紅八勢
- 囮拳
- 猴拳

## 民國時期分類

### 少林（外家）與武当（內家）
- 少林派（Shaolin Clan ）
  - 南少林（广义上的南拳范畴，如福建鶴拳，羅漢拳及廣東洪拳系等）
  - 北少林（六合拳，羅漢拳，山東螳螂拳，查拳，三皇炮捶等）
- 武当派 (Wudang Clan)
  - 知名的拳种有太極拳，八卦掌，形意拳等

## 現代分類

### 南拳(South Style-Kungfu)

#### 廣東南拳
- 詠春拳（Wing Tsun Kuen/Wing Chun Kuen）（1854年後，佛山黃華寶傳梁贊）(Leung Jan family)
- 紅船永春拳（南拳鹤形）(Redboat Weng Chun Kuen-Crane Style)（1870年後，廣州陸錦傳馮少青）(Fung Siu Ching family)
  - 永春內功拳（清末民初時期，馮少青傳阮濟雲，加入蛇形洪拳）(Crane and Snake style)
    - 阮奇山詠春拳（二戰前，馮少青傳阮奇山，加入蛇形洪拳及吳仲素詠春拳）
      - 廣州詠春拳（二戰後，岑能詠春拳-張保之阮奇山詠春拳）
        - 白鶴詠春拳（中華人民共和國成立後，洪拳韋玉笙系加上張保之阮奇山詠春拳）
        - 蛇鹤詠春門（家傳）

- 老洪拳(Hung Kuen-old Style) （鴉片戰爭，1840年前廣東地方拳術）

包括劉家拳（Lau Gar），蔡家拳（Choi Gar），李家拳 (Li Gar)，莫家拳（Mok Gar），（佛家拳） (Fut Gar)或稱花拳
- - 洪家拳 (Hung Gar Kuen)（始於1840年後陸亞釆——尊至善為始祖。）
  - 花洪拳（Far Hung Kuen）（少林花拳）（始於1840年後胡惠乾——尊苗顯為始祖。）
    - 永春拳 (Weng Chun Kuen-Far Hung Kuen)（順德花洪拳）(Lai Sam Hing family)
      - 順德永春拳（1949年後，陳家廉傳花洪拳加上混合永春拳）(Chan Kar Lin family)
        - 少林永春派（1960年代，香港朱頌民首傳，鄧奕尊朱頌民為宗師）(Chu Chung Man family)
          - 至善永春拳（Jee Shim Weng Chun Kungfu）（名稱首先於2007年，出現於西德。尊香港大德欄衛恩為師公，（Wei Yan family）實為龍形洪拳鄭光所傳，後稱學自葉問徒兒。

- - 洪佛派

- 蔡李佛（Choy Lee Fut）
  - 雄勝蔡李佛（1845年，陳享在新會開設京梅主館，最早稱為佛家拳）
  - 鴻勝蔡李佛（1875年，張炎接長佛山鴻勝館，正式定名為蔡李佛）
  - 北勝蔡李佛（1920年代，譚三設館於廣州市小北譚家祠，譚三先習洪拳）

- 東江拳（東江是廣東珠江的支流。指河源、惠州、東莞一帶的拳術。）

由於東江源頭接近福建，拳種類似福建白鶴拳，或稱鶴佬拳及五拳、或稱五形拳。
- - 白眉派
  - 東江龍形拳又名龍形摩橋
  - 南螳螂（South Mantis）

- - 譚家三輾五形拳

- - 俠家 (Hop Gar)（1928年，王隱林所傳及正名）
    - 喇嘛派
    - 西藏白鹤派（王隱林再傳吳肇鍾）

  - 達摩蝴蝶拳

#### 廣西武術
- 花山壮拳
- 江口梁家拳
- 十八路荘武术
- 玉門拳
- 八扣拳

#### 福建武術
- 永春白鹤拳（先祖白鶴仙師，宗師方七娘）
  - 福州鶴拳
    - 食鶴拳（宗師鄭禮）
    - 飛鶴拳
    - 鳴鶴拳（宗師王打興）
    - 宿鶴拳

- -     -       - 縱鶴拳（宗師方世培）
- 泉州少林狗拳（出於白蓮庵，祖師四月大師）
- 地龍經
- 羅山派
- 虎尊拳
- 龍桩拳
- 五祖拳
- 畲族拳
- 八井拳
- 香店拳
- 上杭女子五枚拳
- 俞家棍
- 連城拳
- 蟳法

#### 浙江武術
- 船拳
- 縮山拳(傳為方國珍所創)
- 奚家拳
- 皇都南拳
- 七星拳
- 菇民拳
- 天罡拳
- 剛柔拳
- 猷辂拳
- 八步洪拳

#### 江蘇武術
- 阳湖拳

#### 江西武術
- 硬門拳
- 字門
- 徐門拳
- 法門

#### 湖南武術
- 岩鷹拳
- 巫家拳
- 龜牛拳
- 梅山武術

#### 湖北武術
- 孔門拳
- 魚門拳
- 熊門拳
- 窄門拳
- 嚴門拳
- 空門拳

#### 貴州武術
- 小手拳
- 布依棍術

#### 安徽武術
- 五音八卦拳
- 阴阳双合拳
- 永京拳

#### 廣東武術
- 刁家教
- 鍾家教
- 李家教
- 朱家教
- 岳家教
- 流民拳
- 南枝拳
- 龍形派
- 太虛拳
- 羅山派
- 馬家槍

### 北方武術(North style)
- 羅漢拳 (Luo Han Quan)
- 六合拳 (Liu He Quan)
  - 滄洲六合拳

- 梅花拳 (Mei Hua Quan)
  - 花拳 (Hua Quan)
  - 梅花桩

- 太极拳 (Tai Chi Quan)
  - 陈氏太极拳 (Chan's)
  - 杨氏太极拳 (Yang's)
  - 武氏太极拳 (Wu's)
  - 吴氏太极拳 (Ng's)
  - 孙氏太极拳
  - 和氏太极拳
  - 八卦太极拳
  - 忽雷太极拳
  - 子午太极拳（又名傅山拳法）

- 形意拳／心意拳／心意六合拳 (Xing Yi Quan)
  - 上海派心意拳
  - 河南派心意拳
  - 山西戴氏心意拳

- - 河北形意拳
  - 宋氏形意拳 (Song's)
  - 尚氏形意拳 (Shang's)
  - 车氏形意拳

- 意拳（又名：大成拳）(Yi Quan 、Heart-Intent Fist)

- 六合八法拳，又名水拳，全稱華岳心意六合八法拳

- 八卦掌（Bagua Zhang、 Eight Trigrams Palm）
  - 尹氏八卦掌 (Yin's)
  - 程氏八卦掌 (Cheng's)
  - 梁氏八卦掌 (Liang's)
  - 史氏八卦掌
  - 宋氏八卦掌
  - 樊氏八卦掌
  - 劉氏八卦掌
  - 張氏八卦掌
  - 高式八卦掌
  - 傅氏八卦掌

- 螳螂拳 (Mantis Quan)
  - 北螳螂拳 (North Mantis)
    - 梅花螳螂拳
    - 八步螳螂拳
    - 七星螳螂拳
    - 六合螳螂拳
    - 太極螳螂拳

  - 南螳螂拳

- 通背拳又稱通臂拳
  - 五行通背拳
  - 祁家通背拳
- 三皇炮捶門
- 劈挂拳
- 大聖劈挂拳
- 燕青拳（迷踪拳）
- 插拳
- 八極拳（巴子拳）
- 鷹爪功
- 自然門
- 谭腿
- 西涼掌

#### 北京武術
- 大悲拳

#### 河北武術
- 查拳
- 左把大奇槍
- 牛郎門
- 鷹爪翻子拳
- 八仙拳
- 戳脚
- 二郎拳
- 十字八方拳
- 五虎棍
- 八趟掩手
- 唐拳
- 連環綿掌
- 曦陽掌太平拳
- 少北拳

#### 山西武術
- 子午太極拳
- 子母綿掌
- 戰功拳
- 文水長拳
- 信拳
- 三教门拳
- 公议拳

#### 陝西武術
- 紅拳
- 華山拳
- 少摩拳

#### 山東武術
- 文聖拳
- 孫臏拳
- 四通捶
- 肘捶門
- 徐家拳
- 武子拳
- 龍門拳
- 子午門
- 地龍經

#### 天津武術
- 攔手門
- 無極拳
- 五子拳
- 螺旋拳
- 功力門
- 迂闪拳

#### 上海武術
- 綿拳

#### 河南武術
- 萇家拳
- 子路八卦拳
- 奇士拳
- 王堡槍
- 兩儀拳
- 小尚炮拳
- 南無拳
- 龍門拳
- 八式门
- 秀拳
- 圣门莲花拳

#### 甘肅武術
- 天啟棍
- 八門拳
- 丁氏流星錘

### 其他武術

#### 四川武術
- 峨嵋派
- 青城派
- 黃林派
- 鴻志門
- 金家功
- 方門
- 杜門
- 羅門
- 向門
- 智門
- 于門
- 蠶閉門
- 化口門
- 弦虎門
- 子午門
- 黃鱔拳
- 鴨形拳
- 跛子拳
- 明海拳
- 清手拳
- 楊家拳(又名八郎拳)
- 任家教
- 梅氏拳

#### 回族武術
- 回回十八肘
- 湯瓶七式拳
- 查拳
- 穆林拳
- 四把錘拳
- 何家棍
- 張家槍
- 楊氏教門拳
- 八門拳
- 曹氏大刀

#### 瑤族武術
- 瑤拳

#### 土家族武術
- 土家拳

#### 苗族武術
- 苗拳
- 蚩尤拳
- 八合拳

#### 傣族武術
- 女创拳
- 傣拳

#### 黎族武術
- 黎家拳
- 桩头功
- 紅林拳
- 马仔功

### 源自中國或由華人所創
- 截拳道，為李小龍所創，是將詠春拳與世界各國武術結合而成的一種新興武術及武道哲學。